# Albrecht Müller
Albrecht Müller es un deportista de la RDA que compitió en piragüismo en la modalidad de aguas tranquilas. Ganó dos medallas de bronce en el Campeonato Mundial de Piragüismo de 1963, y dos medallas de bronce en el Campeonato Europeo de Piragüismo de 1963.

## Palmarés internacional
| Campeonato Mundial | Campeonato Mundial | Campeonato Mundial | Campeonato Mundial |
| Año                | Lugar              | Medalla            | Evento             |
| ------------------ | ------------------ | ------------------ | ------------------ |
| 1963               | Jajce (Yugoslavia) | Medalla de bronce  | C1 1000 m          |
| 1963               | Jajce (Yugoslavia) | Medalla de bronce  | C1 10 000 m        |
| Campeonato Europeo |                    |                    |                    |
| Año                | Lugar              | Medalla            | Evento             |
| 1963               | Jajce (Yugoslavia) | Medalla de bronce  | C1 1000 m          |
| 1963               | Jajce (Yugoslavia) | Medalla de bronce  | C1 10 000 m        |